# Emilio Guimoye
Emilio Guimoye Hernández (Callao, 8 de agosto de 1891-Lima, 1988) fue un empresario agrícola y político peruano. Realizó su actividad agrícola empresarial en la mayoría de los valles de la costa central, el sur y la selva del Perú, aunque también incursionó en negocios de tipo financiero e inmobiliario. Fue senador por Ica de 1945 a 1948, y ministro de Hacienda y Comercio de 1954 a 1955, durante el gobierno de Manuel A. Odría, cargo en el que tuvo un solvente desempeño.

## Biografía
Emilio Guimoye nació en el Callao, el 8 de agosto de 1891. Era descendiente de inmigrantes chinos o tusán.
A temprana edad quedó huérfano de padre. Tenía once años cuando falleció también su madre. Tuvo entonces que abandonar la escuela y trabajar para mantener a sus hermanos menores. Su primer trabajo fue pegar etiquetas en botellas de cerveza. Por las noches laboraba como aprendiz en una casa de préstamos.
Muy joven aún, vendió la casa familiar y se trasladó con sus hermanos a Chincha. Allí trabajó en diversos oficios. Cuatro años después, con los ahorros obtenidos, abrió una pequeña tienda de géneros y pasamanería.
Cuando en 1914 estalló la Primera Guerra Mundial, los precios de las mercaderías importadas subieron exponencialmente, lo que le permitió a su negocio un margen más de ganancias, que usó para reinvertir en otros negocios.  Fue así como puso en Chincha una empresa de luz eléctrica, y luego una empresa de telefonía.
Pero su objetivo era ingresar en el negocio de la agricultura, ya que debido a la guerra mundial, productos como el algodón alcanzaban entonces precios elevados. Tanto en Chincha como en Pisco, compró y alquiló haciendas, donde sembró algodón y vid. Una de esas haciendas de Pisco, llamada Mencía, colindaba con la de Fermín Tangüis, el célebre agricultor que lograra una variedad de algodón más resistente a las epidemias, algo que Guimoye supo aprovechar.
Su espíritu empresarial lo llevó a incursionar en otras actividades industriales e instaló fábricas de agua gaseosa, vino, ropa, chicles, plástico, etc. También reinvirtió las ganancias en otras empresas, desde entidades bancarias y financieras hasta hoteles, como el famoso Hotel Paracas en Pisco, e inversiones inmobiliarias. 
En la elecciones generales de 1945, se presentó como candidato a senador por Ica, por el Frente Democrático Nacional, el mismo que llevó a la presidencia a José Luis Bustamante y Rivero. Ganó la senaduría, pero no culminó su periodo parlamentario debido al golpe de Estado de 1948.
Corría el año 1954, durante el gobierno de Manuel Odría, cuando la economía peruana empezaba a entrar en crisis. La moneda se devaluaba y el Estado no podía cubrir sus obligaciones. Fue entonces cuando Guimoye se presentó ante Odría, y le pidió que lo nombrara ministro de Hacienda, comprometiéndose a solucionar los problemas financieros. Insólitamente, Odría aceptó y le concedió dicho nombramiento.
En el ministerio de Hacienda, Guimoye impuso un severo régimen de autoridad y equilibrio, como único remedio para eliminar el déficit fiscal, que era la causa del problema. En poco tiempo la economía se recuperó, las finanzas quedaron saneadas y se dio un crecimiento económico sin precedentes. Durante su gestión se firmaron también los convenios para la explotación de los yacimientos de Toquepala y Quellaveco, que aún siguen redituando regalías al Estado.
Cumplida su misión, en diciembre de 1955 Guimoye entregó su cargo a Odría y retornó a sus actividades empresariales. Dice al respecto Luis Gamarra Otero, en su obra biográfica dedicada a Guimoye: «Fue un gran ministro de Economía, con el antecedente de ser probablemente el único que ha llegado a ese cargo sin haber tenido la oportunidad de recibir más instrucción que la elemental de los años primarios».
Guimoye continuó con su actividad empresarial y esta vez puso sus miras en el norte de la selva amazónica peruana, la llamada ceja de selva. Consideraba que esta región, todavía no explotada en todo su potencial, ofrecía importantes oportunidades económicas y sociales. Entusiasmado con su proyecto, en los años 1950 vendió todas sus propiedades y adquirió tierras en Bagua y Jaen, donde se dedicó al cultivo de arroz y algodón, así como a la cría de ganado.
Dicha empresa selvática tuvo un gran éxito económico. Para 1965, producía 30 000 toneladas de arroz y tenía 2000 cabezas de ganado cebú y criollo. De ese modo incorporó a la economía agraria del Perú una extensa área, que hasta entonces habían sido aprovechadas de manera escasa. Sin embargo, la reforma agraria decretada por el gobierno de Juan Velasco Alvarado truncó todo ese desarrollo. 
Guimoye murió en 1988, a la avanzada edad de 97 años.  Siempre estuvo esperanzado de que el Estado peruano le indemnizara por las tierras agrícolas arrebatadas durante la reforma agraria. 
Luis Gamarra Otero publicó en 2023 una biografía de este personaje, titulada: Luis Guimoye Hernández, un peruano ejemplar (Lima, Fundación M. J. Bustamante de la Fuente).